# Agapetes intermedia
Agapetes intermedia là một loài thực vật có hoa trong họ Thạch nam. Loài này được (J.J.Sm.) Becc. ex J.J.Sm. mô tả khoa học đầu tiên năm 1913.